# Brixia insignis
Brixia insignis är en insektsart som först beskrevs av William Lucas Distant 1917.  Brixia insignis ingår i släktet Brixia och familjen kilstritar.
Artens utbredningsområde är Seychellerna. Inga underarter finns listade i Catalogue of Life.